# Jardín Botánico de Bielefeld

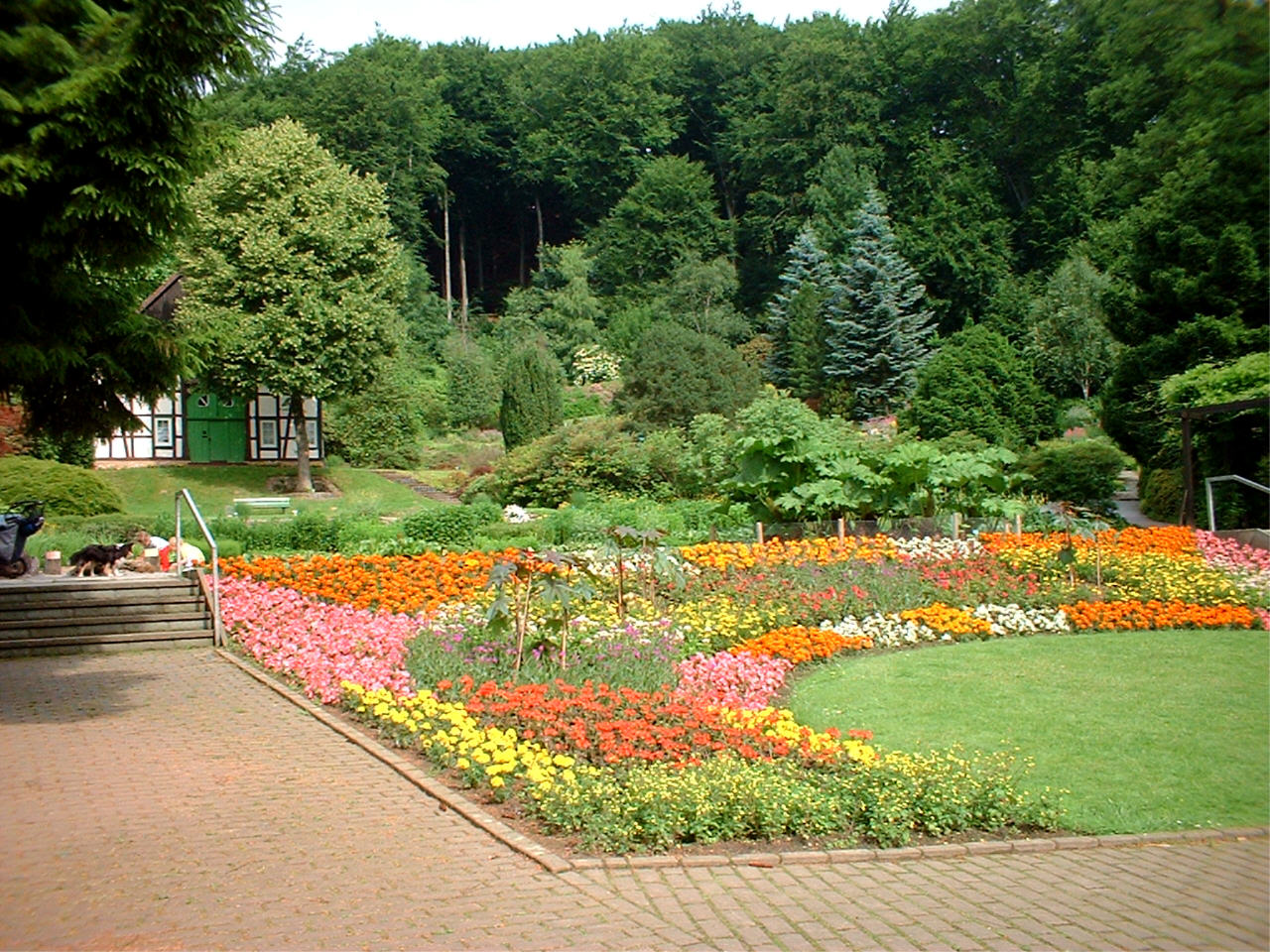
Botanischer Garten Bielefeld con una casa de labranza.

El Jardín Botánico de Bielefeld en alemán: Botanische Garten Bielefeld es un jardín botánico que se encuentra en el límite sur del Teutoburger Wald perteneciente a Kahlenberg en la zona suroeste de la ciudad de Bielefeld. Su código de identificación internacional es BEILF. 

## Localización
Botanischer Garten der Stadt Bielefeld, Am Kahlenberg 16, D - 33617 Bielefeld, Alemania - Deutschland
- Teléfono: 0521 51 3178
- Latitud: 52 00 53 N
- Longitud: 8 30 36 E

51°00′53″N 08°30′36″E / 51.01472, 8.51000
El jardín botánico está abierto todo el año y la entrada es gratuita.

## Historia
Fue creado en 1912 como una ampliación del cementerio de Johannisfriedhof, hasta que se vio que había en la zona una variedad de plantas fuera de lo común. En los años siguientes fueron añadidas más especies diferentes tal que ya en 1915 en el jardín se contaban 500 especies diferentes de plantas.
En la Segunda Guerra Mundial una hectárea de terreno fue utilizado como campo de cultivo y por lo tanto la mayoría de las plantas desaparecieron.
Actualmente el jardín botánico alberga unos 3000 diferentes tipos de plantas. Una característica del jardín son sus extensas colecciones de Rhododendron y de Azaleas.

## Colecciones
Las colecciones del jardín se muestran agrupadas según sus hábitat naturales : 
- Rocalla (Steingarten)
- Alpinum

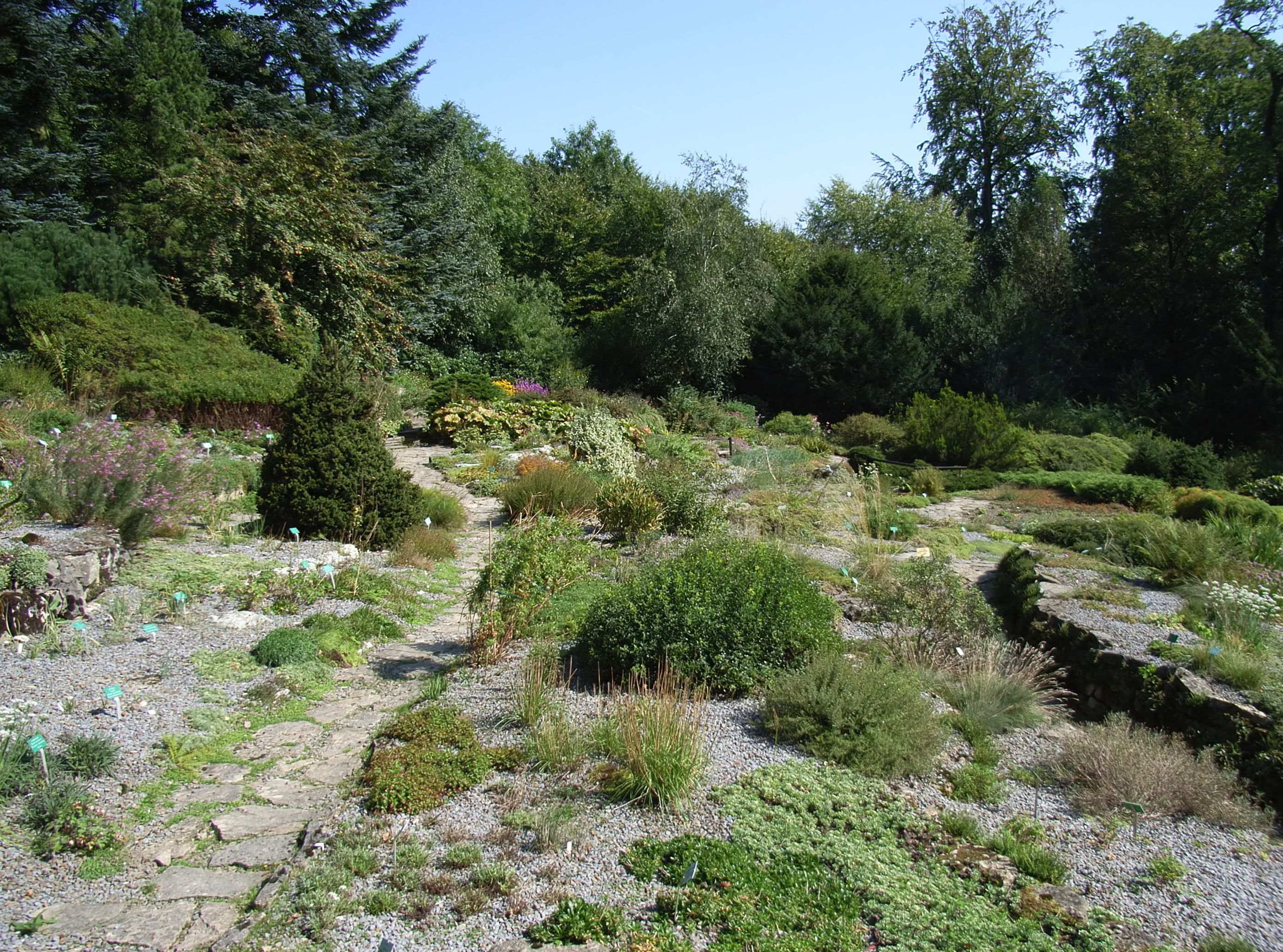
Alpinum en el Botanischer Garten Bielefeld.

- Plantas medicinales y jardín de verduras
- Brezal (Heidegarten)
- Arbustos de bosque
- Plantas de humedales (Teichanlage)
- Rosaleda,
- Rhododendron con 150 taxones, y azaleas

En el centro del jardín se encuentra una casa de labranza que data del año 1823.